# Parroquia San Pablo Apóstol (Norte de Santander)

## Historia
El 8 de marzo del año 1973, el obispo de la diócesis de Ocaña, Monseñor Ignacio Gómez Aristizábal, erigió en facultad permitida por los cánones eclesiásticos la Parroquia de San Pablo Apóstol del municipio de Teorama y según decreto diocesano número 234 se hace el nombramiento oficial para la diócesis.
Antes de su erección como parroquia, San Pablo pertenecía por límites eclesiásticos a las parroquias de San Isidro Labrador Teorama y Nuestra Señora del Rosario de san Calixto.

## Párrocos
- Pbro. Nevardo Salazar
- Mons. Luis Carlos Lopera
- Pbro. Lino Cortes
- Pbro. Carlos Manuel Cuervo
- Pbro. Leonardo Rodríguez
- Pbro. Antonio Arias
- Pbro. Linersi León Trigos
- Pbro. Belisario Soto Arevalo
- Guillermo Jesús García Pallares
- Pbro. Gregorio Salazar Páez
- Pbro. Humberto Márquez Quintanilla
- Pbro. Duan Jair Chinchilla Aguilar

- Datos: Q132187674